# 패니 스밍스 워싱턴
패니 스미스 워싱턴(Fannie Smith Washington, 1858년 – 1884년 5월 4일)은 미국의 교육자이자 부커 T. 워싱턴의 첫 번째 아내였다. 1884년 그녀가 요절하기 전, 패니 워싱턴은 남편의 터스키기 연구소 초기 발전을 도왔다.

## 초기 생애
1858년에 태어난 패니 버지니아 노턴 스미스(Fannie Virginia Norton Smith, 때로는 "Fanny"로 표기)는 현재의 말든, 캐너와군, 웨스트버지니아주에서 자랐다. 그녀의 아버지는 일부 쇼니족 혈통이라고 알려진 새뮤얼 스미스였고, 어머니는 실리아(Celia) 또는 세실리아(Cecelia) 스미스였다. 말든은 부커 T. 워싱턴이 9살부터 16살까지 살았던 곳과 같은 마을이었으므로, 두 사람은 어린 시절부터 서로 알고 지냈을 가능성이 높다.

## 교육
스미스는 특히 흑인 여성에게 교육 기회가 많지 않은 시골 지역에서 자랐다. 그러나 그녀는 노력과 투지를 통해 고등 교육을 받을 수 있었다.
젊은 여성으로서 그녀는 말든의 지역 학교에서 주간 프로그램에 참석했으며, 약 80~90명의 동료 학생들과 함께 공부했다. 그녀의 지성과 투지는 당시 그녀의 교사였던 부커 T. 워싱턴의 관심을 끌었다. 패니보다 겨우 두 살 많은 워싱턴은 장래가 유망하다고 생각하는 학생들에게 특별한 관심을 기울였고, 종종 그들이 햄프턴에 있는 햄프턴 연구소에 입학하고 다니도록 준비시켰다. 이 학생들은 구어체로 "부커 워싱턴의 아이들"로 알려졌는데, 당시 패니는 그 그룹의 유일한 여성이었다.
햄프턴 연구소에 입학한 직후, 패니 스미스는 학비 납부가 지연되어 1878년에 잠시 햄프턴을 떠났다. 다음 2년 동안 그녀는 자신의 교육비를 마련하기 위해 말든 근처의 학교에서 가르쳤다. 학교까지 매일 3마일(약 4.8km)을 걸어 다니는 것 외에도, 스미스는 어머니의 주요 보호자 역할도 했다. 1880년 1월, 그녀는 J. F. B. 마셜에게 마지막 학비 $48를 보냈다. 그 시점에서 스미스는 교사 월급으로 $32.50를 벌고 있었지만, 대부분은 가계 비용을 충당하는 데 사용되었다. 그녀는 "학교에 빚을 지고 떠났지만 교사 또는 다른 방식으로 번 돈으로 빚을 전액 갚은" 학생으로서 명예의 전당에 올랐다. 스미스는 햄프턴 연구소로 돌아와 1882년 6월에 졸업했다.

## 터스키기 연구소에서의 결혼 및 활동
1882년 스미스가 햄프턴 연구소를 졸업한 후, 그녀와 부커 T. 워싱턴은 그 해 8월 2일 말든 팅커스빌 구역에 있는 라이스 시온 침례교회에서 결혼했다. 그녀는 24세였고 그는 26세였다. 그녀의 어머니 실리아는 부커 T. 워싱턴의 인상적이지 않은 재정 상태와 결혼으로 인해 딸이 집에서 너무 멀리 떨어져 살게 될 것이라는 이유로 결혼에 "열의가 없었다".
새로운 부부는 터스키기로 이사했는데, 워싱턴은 1년 전에 그곳에서 흑인 어린이를 위한 새 학교 교장직을 수락했었다. 워싱턴 부부는 큰 집을 빌렸고, 곧 터스키기 연구소의 다른 네 명의 교수진을 초대하여 함께 살게 했다. 패니는 연구소의 가정주부 책임을 맡았다. 그녀는 또한 곧바로 신생 터스키기 연구소의 교직원으로 합류했으며, 여학생들을 위한 교육 과정을 확장하고 학교의 가정학 프로그램을 개발한 공로를 인정받고 있다.
남편은 그들의 공생적인 업무 관계와 스미스가 학교의 초기 단계에 헌신한 것을 다음과 같이 묘사했다. "처음부터 그녀는 학교 업무에 가장 진지하게 생각과 시간을 바쳤고, 모든 관심과 포부에서 나와 완전히 하나가 되었다."
스미스는 1883년에 부부의 유일한 자녀인 포샤 마셜 워싱턴을 낳았다.

## 죽음
1884년 5월 4일, 패니 스미스 워싱턴은 알 수 없는 원인으로 갑자기 사망했다. 햄프턴의 동창회지에 실린 그녀의 죽음에 대한 기록은 다음과 같다.
그녀의 죽음은 워싱턴 씨에게 정말 심각한 사별이었다. 그와 고인과의 만남과 존경은 어린 시절부터 시작되었다. 그들의 행복한 결합은 학교를 운영하는 데 그에게 부과된 힘든 의무를 덜어주는 데 많은 도움이 되었다. 그는 친구들에게 가족 생활이 자신에게 큰 위안이 된다고 여러 번 표현했다.
패니 스미스 워싱턴은 앨라배마주 메이컨군 터스키기에 있는 터스키기 대학교 캠퍼스 묘지에 묻혔다. 그녀의 이름은 "Fannie"와 "Fanny"로 번갈아 표기되지만, 덜 일반적인 것으로 보이는 "Fanny"가 그녀의 묘비에 새겨져 있다.